# Miss Italia 1959
Miss Italia 1959 si svolse per la prima volta a Casamicciola Terme e Ischia, dal 28 al 30 agosto 1959. Vinse la ventunenne Marisa Jossa di Napoli. Da questa edizione l'organizzazione sarà diretta da Enzo Mirigliani che ne diventerà il patron per moltissimi anni.

## Risultati
| Risultato finale | Concorrente                                   |
| ---------------- | --------------------------------------------- |
| Miss Italia 1959 | - – Marisa Jossa (Miss Cinema Venezia Giulia) |
| 2ª classificata  | - – Silvia Cajazza (Miss Calabria)            |
| 3ª classificata  | - – Doriana De Viri (Miss Cinema Toscana)     |
| Miss Cinema      | - – Ileana Capurso (Miss Liguria)             |